# أنثولا
بلدية أنثولا (بالإسبانية: Anzuola) هي بلدية تقع في مقاطعة غيبوثكوا التابعة لمنطقة إقليم الباسك شمال إسبانيا.

## الديموغرافيا
يبلغ عدد سكان بلدية أنثولا 2.187 نسمة عام 2011 (وفقاً للمعهد الوطني للإحصاء الإسباني).
| 1.936 | 1.900 | 1.901 | 2.041 | 2.121 | 2.168 | 2.187 |

## أعلام
- غوركا غارسيا